# Ice Cream Sundae

Ice Cream Sundae est un court-métrage luxembourgeois de 12 minutes de Désirée Nosbusch, sorti en 2001.

## Synopsis
Une grand-mère rencontre une jeune femme enceinte (Kathy Najimy) dans un centre commercial. Elle va la prendre sous son aile et l'héberger.

## Fiche technique
- Réalisation : Désirée Nosbusch
- Production : Samsa film

## Distribution
- Michael J. Sheridan : agent de service
- Tippi Hedren : la grand-mère
- Kat Ogden : Lisa
- Kathy Najimy : la jeune femme
- Emmerick Lovasz : Le créateur : dons exceptionnels